# 冷笑主義
冷笑主義（れいしょうしゅぎ）とは、他人の動機に対する一般的な不信感を特徴とする態度のことである。冷笑主義はシニシズム、皮肉屋、犬儒派、冷笑系とも呼ばれる。冷笑主義者は、野心、欲望、貪欲、満足感、物質主義、目標、意見などの動機を持つ人々に対して一般的な信念や希望を抱かず、それらを虚しく、達成することのできない、究極的には無意味なものであると認識し、嘲笑や非難に値すると考えている。そもそもこの言葉は、古代ギリシャの哲学者であるシナックスに由来している。彼らは、宗教、風俗、住居、服装、品位などの社会的規範において恥知らずと思われるほど合致せず、代わりにシンプルであり自然な生き方のまま美徳を追求することを提唱した。
19世紀になると、禁欲主義な理想が強調され、現在の文明が理想的な文明に値しないのではないかという批判や、冷笑主義哲学の否定的な側面から、現代的に冷笑主義を「人間の動機や行動の誠実さや善良さを信じない性質」と理解するようになった。 現代の冷笑主義は、公言されている倫理的・社会的価値に対する不信感であり、特に社会や制度、権威に対する大きな期待が満たされない場合に見られるものである。これは、組織や当局、その他の社会的側面に起因すると思われる不満、幻滅、不信感の結果として現れている。
冷笑主義は他者への不信感からか、悲観主義や虚無主義と混同されることが多い。両者の違いは、冷笑主義が慎重さによる不信感であるのに対し、悲観主義は敗北感に基づいた成功の可能性への不信感のことである。虚無主義は、人生に価値ある意味があると信じることへの不信感である。

## 概要
現代のシニシズムは、主張される倫理的・社会的価値に不信感を抱き、社会的関与の必要性を拒絶する態度と定義されている。これは、人間が正しい倫理的選択をすることができるかどうかについて悲観的な態度であり、その対義語として「ナイーブ」がある。現代のシニシズムは、大衆社会の産物とみなされることもあり、特に社会が掲げる動機や目標と実際の動機や目標との間に矛盾があると個人が考えるような状況では、その傾向が顕著である。
日本においては、しらけ世代の頃より言われているが、特に団塊ジュニア世代以降に生まれた世代は高度成長期を経験しておらず、バブル崩壊後の成長が停滞し賃金も上がらない経済環境によって日々の生活を送るだけでも精一杯となり、コンビニやインターネットで安く手軽に消費して目先の楽しみを得ることしかできなくなっているため、社会全体の改善に目が向かず、冷笑主義の傾向が強くなっている。

## 批判的評価
抑うつ状態になると、冷笑主義が活発になることがある。ペーター・スローターダイクは、ベストセラーとなった『Critique of Cynical Reason』の中で、現代の冷笑主義者を「境界線上のうつ病で、鬱の症状を抑えながら、何が起きても働く能力を維持している人たち」と定義している。

## 健康への影響
2014年にNeurology誌に掲載された研究によると、晩年の「冷笑的な不信感」（本研究では敵意という言葉で解釈・測定されている）の高さと認知症との間に関連があることがわかった。この調査では、8年間に渡って認知症の検査を受けた622人が対象となった。その期間中46人が認知症と診断され、高血圧、高コレステロール、喫煙など、認知症のリスクに影響を与える他の要因を調整したところ、冷笑的な不信感が高い人は、冷笑的な不信感が低い人に比べて、認知症になる可能性が3倍高くなった。冷笑のレベルが高い164人のうち14人が認知症を発症したのに対し、冷笑のレベルが低い212人のうち9人が認知症を発症した。
また、冷笑主義が無礼な気持ちと関係しているという研究もある。2020年にJournal of Experimental Psychology: Generalに掲載された研究によると、「日常的な無礼の経験は冷笑主義の信念を高め、その逆も同様である」というものであった。さらに、冷笑主義者は他人を軽蔑的に扱う傾向があり、その結果、他人からの軽蔑的な扱いが増えることが予測された。

## 政治
健全な懐疑主義が腐った冷笑主義に取って代わられたのではないか」と言われている。政府や政治に対する冷笑主義は、論理的には政治的撤退や効果的な政治的無力感につながるとされる。2013年、保守派の政治家であり政治理論家であるウィリアム・ジョン・ベネットは、アメリカが「内部から崩壊し、我々は冷笑的になり、撤退するだろう」と警告した。

### 考えられる影響
「政治的冷笑主義、問題評価、政策支援に対する戦略的ニュースの影響」と呼ばれる2004年の実験と論文では、ニュースメディアがニュースを紹介する方法が政治的冷笑主義を引き起こす可能性があることが示された。また、この実験では「政治的な有効性と冷笑の間には負の関係があり、有効な市民は政治に対して冷笑する可能性が低いことを示唆している」ことが示された。その結果、「問題提起型」のストレートでドライなニュースは政治的冷笑を引き起こさないが、「戦略的ニュース」や「ゲームニュース」は政治的冷笑を引き起こすことがわかった。後者の2つのタイプのニュース・プレゼンテーションは、次のことを強調している。
| 「 | 「政治の競馬、戦略、戦術」...「候補者の動機や個性をニュースで取り上げ、政党や候補者、有権者の間の不一致に焦点を当て、ニュースの中で世論調査の存在を強調する」、「選挙民を観客に、候補者を演者に位置づける」など。 | 」 |

## 社会的冷笑主義
社会的冷笑主義は、社会や制度、権威に対する大きな期待から生じる。期待が満たされないと幻滅し、失望や裏切りの感情を抱く。
組織においては、経済や政府の組織、管理者、その他の仕事に対する不満、絶望、幻滅、不信感を特徴とする、一般的または特殊な態度として冷笑主義が現れる。

## 関連文献
- Mazella, David, (2007), The Making of Modern Cynicism, University of Virginia Press. ISBN 0-8139-2615-7
- Sloterdijk, Peter, (1988), Critique of Cynical Reason, University of Minnesota Press. ISBN 0-8166-1586-1
- Žižek, Slavoj (1989). “Cynicism as a Form of Ideology”. The Sublime Object of Ideology. Verso Books. pp. 28-30